# 萩浦小学校前駅
萩浦小学校前駅（はぎうらしょうがっこうまええき）は、富山県富山市西宮町にある、富山地方鉄道富山港線の駅である。駅番号はC36。

## 歴史

1962年（昭和37年）3月1日から民間に駅務が委託される旨を報ずる新聞記事

- 1936年（昭和11年）12月27日：富岩鉄道線高等学校前駅 - 東岩瀬駅間に西ノ宮信号所として開業する[2]。同時に同線西ノ宮信号所 - 岩瀬埠頭駅（後の富山港駅）間が開業する[2]。
- 1939年（昭和14年）2月8日：西ノ宮信号所を廃止して、日満工場前駅として開業し、旅客の取扱を開始する[3]。
- 1941年（昭和16年）12月1日：富岩鉄道の富山電気鉄道への路線譲渡により同社富岩線の駅となる[4]。
- 1943年（昭和18年）
  - 1月1日：富山電気鉄道の富山地方鉄道への改称により、同社富岩線の駅となる[4]。
  - 6月1日：富山地方鉄道富岩線の国有化により、鉄道省（国鉄）富山港線の駅となり、同時に大広田駅（おおひろたえき）に改称する[5][3]。当駅においては旅客及び手荷物に限り取扱を行い、配達を行わない[5]。
- 1945年（昭和20年）1月11日：専用線発着車扱貨物の取扱を開始する[6]。
- 1947年（昭和22年）6月1日：専用線発着貨物の取扱を廃止する[7]。
- 1950年（昭和25年）2月10日：専用線発着車扱貨物の取扱を開始する[8]。
- 1958年（昭和33年）
  - 4月10日：専用線発着車扱貨物の取扱を廃止し、当駅接続の専用線を蓮町駅に集約する[9][10]。
  - 8月1日：手荷物の取扱を廃止する[11]。
- 1962年（昭和37年）3月1日：駅務を日本交通観光に委託する[12]。
- 1972年（昭和47年）10月1日：無人駅となる[13][14]。
- 1986年（昭和61年）11月1日：当駅 - 富山港駅間における貨物運輸営業を廃止する[15]。
- 1987年（昭和62年）4月1日：国鉄分割民営化により、西日本旅客鉄道（JR西日本）の駅となる[3]。
- 1989年（平成元年）
  - 1月：新駅舎の工事に着手[16]。
  - 3月8日：駅舎改築工事が竣成し、その記念式典を挙行する[17]。なお、新駅舎は旧駅舎より少し小型の37.8m2となっている[16]。
- 2006年（平成18年）
  - 3月1日：西日本旅客鉄道（JR西日本）の駅としては廃止となる[4]。
  - 4月29日：富山ライトレールの駅として再開業する[4]。
- 2020年（令和2年）
  - 2月22日：富山ライトレールが富山地方鉄道に吸収合併されることに伴い、再び富山地方鉄道の駅となる[18][19]。
  - 3月21日：萩浦小学校前駅に改称[20]。

## 駅構造

### LRT化後
相対式ホーム2面2線を有する地上駅である。上下線の分岐にはスプリングポイントが用いられている。
富山港線のLRT化によりホームは低床ホームとなっており、上下ホーム上には旅客上屋が設備されている。富山ライトレール富山港線の各駅及び各停留場においては、各電停の旅客上屋壁面を「個性化壁」と称して駅周辺の文化や歴史を伝える意匠を施しているが、当駅においては森田雅人がデザインを手がけ、静嘉亭と琴平神社がモチーフとなったイメージグラフィックが掲出されている。当駅における個性化壁の協賛企業は、富山銀行である。

#### のりば
| のりば | 路線      | 方向 | 行先       |
| ------ | --------- | ---- | ---------- |
| 1      | ■富山港線 | 下り | 岩瀬浜方面 |
| 2      | ■富山港線 | 上り | 富山駅方面 |

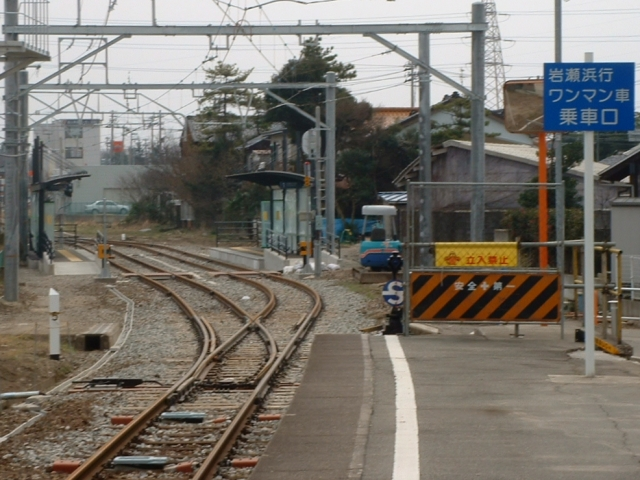
建設中の新駅（2006年3月）
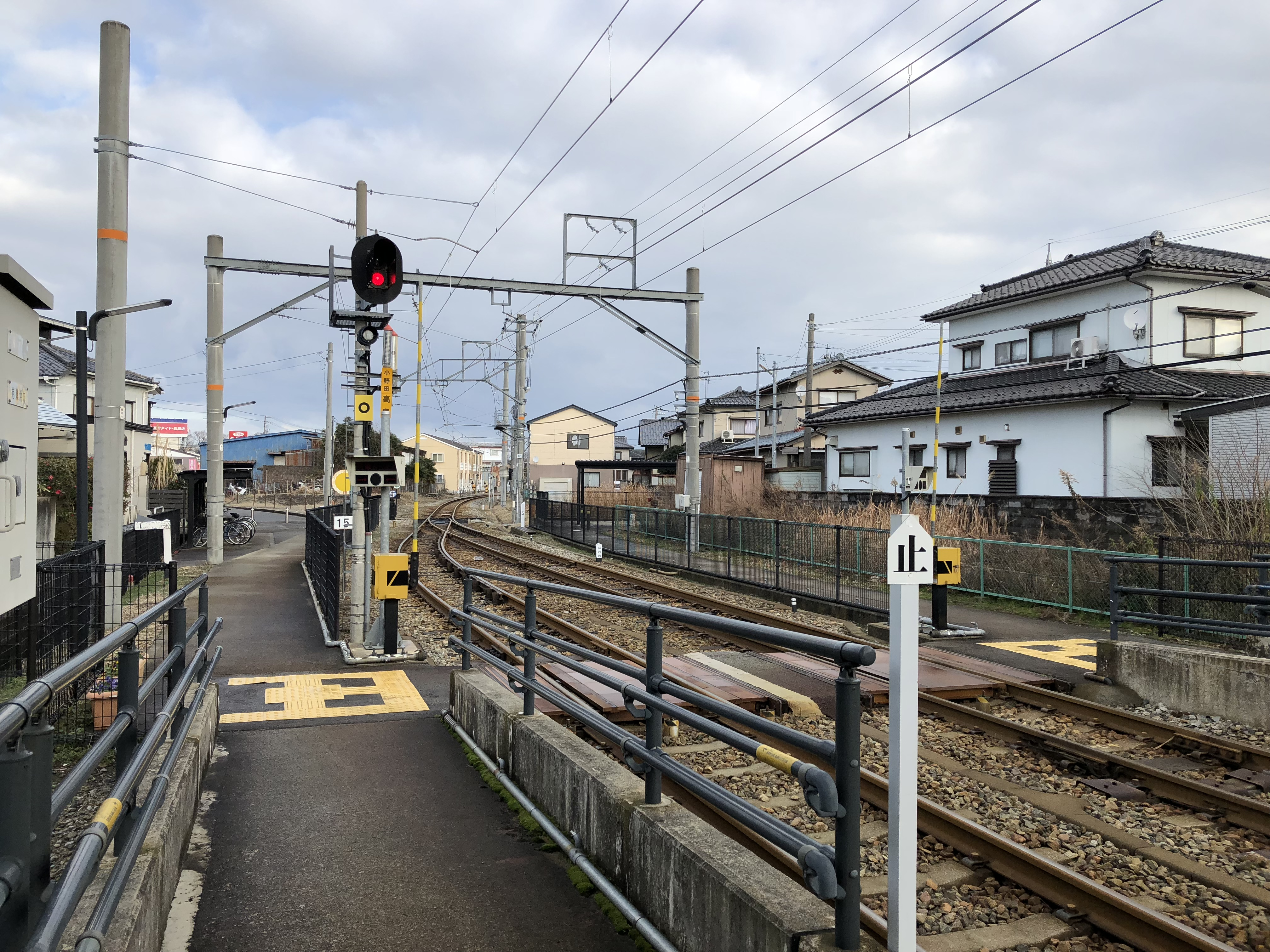
構内踏切（2018年1月）

### 普通鉄道当時
単式ホーム1面1線を有する地上駅であった。1972年（昭和47年）10月1日より無人駅となっていた。
1989年（平成元年）3月8日に完成した駅舎の面積は37.8平米であり、初代駅舎よりも小型であった。1989年（平成元年）1月から改築工事が進められ、約700万円の建設費用はすべて西日本旅客鉄道が負担した。
当駅と東岩瀬駅との駅間距離は450米であり、これは日本国有鉄道や各旅客鉄道線において最も短いものとして知られていた。

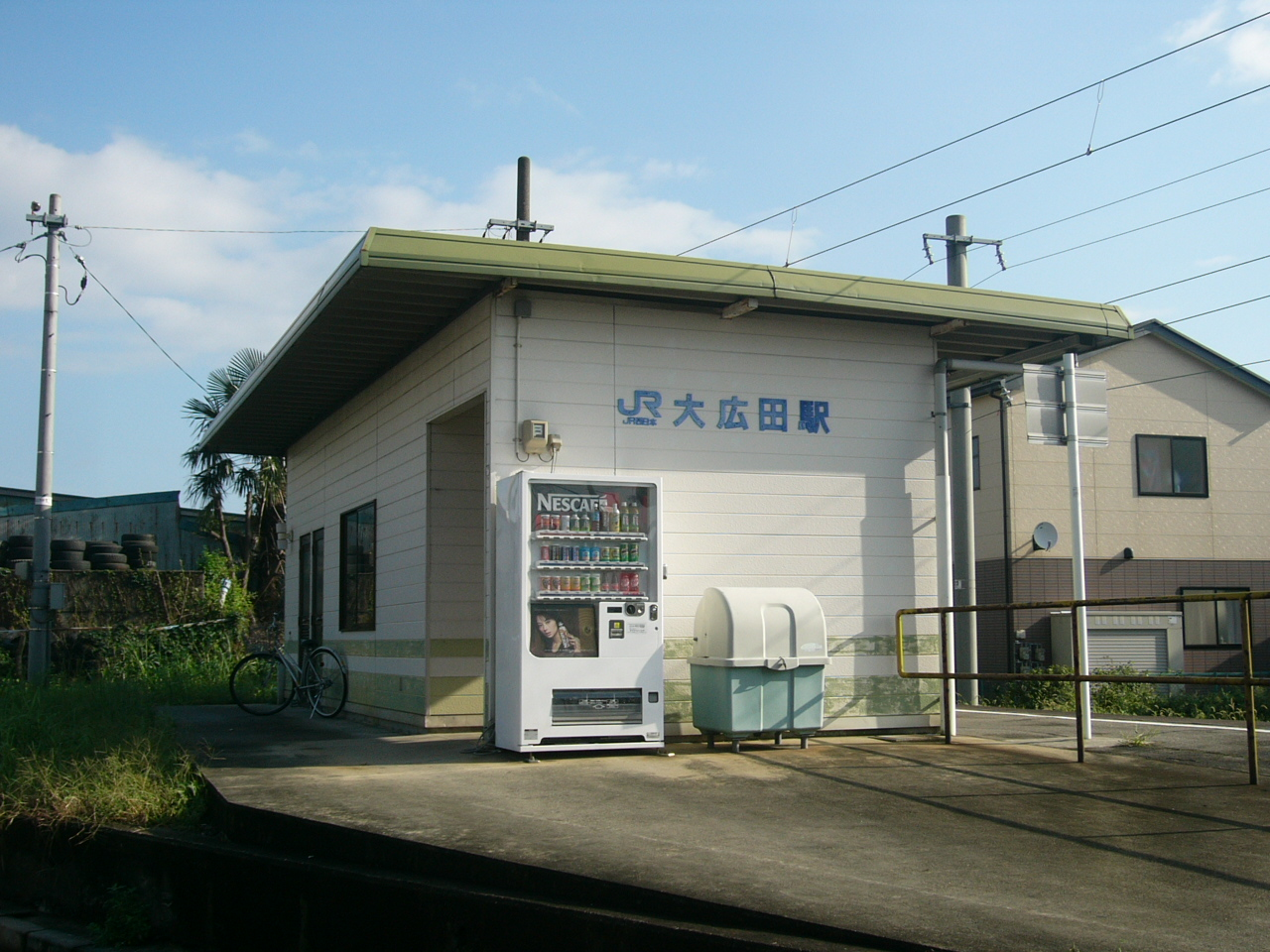
JR時代の大広田駅（2005年10月）

## 貨物取扱
当駅においては1945年（昭和20年）1月11日より専用線発着車扱貨物の取扱が開始されたが、1947年（昭和22年）6月1日に一旦廃止された。その後、1950年（昭和25年）2月10日より専用線発着車扱貨物の取扱が再開された。当駅に接続していた小野田セメントの専用線からは、有峰ダム建設に要するセメントが富山地方鉄道立山線経由で小見駅に輸送されていたが、当駅における貨物取扱は1958年（昭和33年）4月10日に蓮町駅より富山操車場へ至る北陸本線の貨物支線が開業するに伴い廃止され、接続していた専用線は蓮町駅に移管された。
1951年（昭和26年）12月15日付『鉄道公報』第732号通報「専用線一覧について（営業局）」別表によると、当駅接続の専用線は次の通りであった。
- 倉敷レイヨン線（第三者使用：日本通運、動力：私有機関車、作業粁程：0.6粁）

1953年（昭和28年）10月10日付『鉄道公報』第1254号通報専用線一覧別表掲載中、当駅接続の専用線は次の通りであった。
- 倉敷レイヨン線（第三者使用：日本通運、動力：私有機関車、作業粁程：0.6粁）

1957年（昭和32年）3月27日付『鉄道公報』第2258号の専用線一覧によると、当駅接続の専用線は次の通りであった。
- 倉敷レイヨン線（第三者使用：日本通運、作業粁程：0.6粁）
- 小野田セメント線（第三者使用：日本通運、作業粁程：0.3粁）

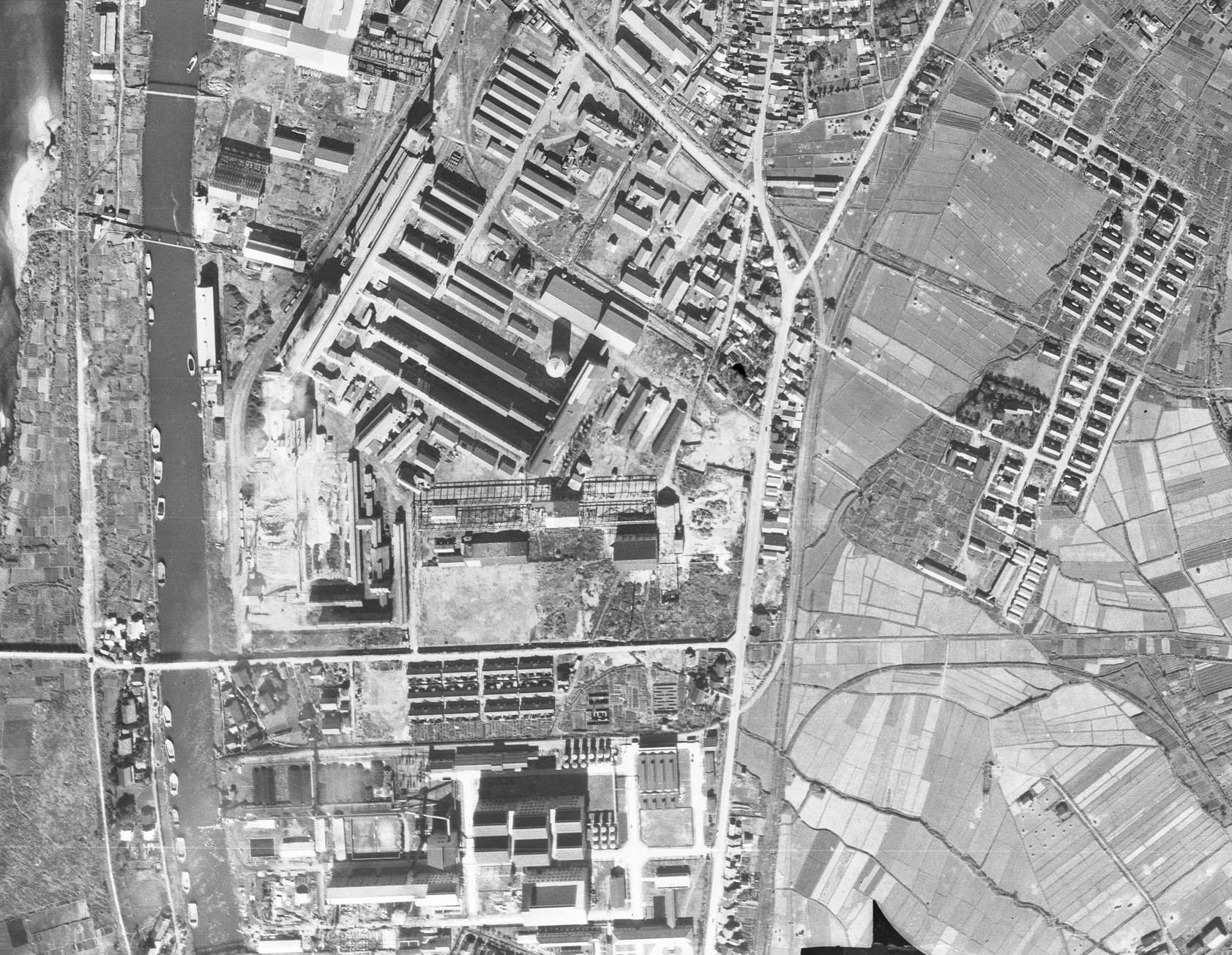
1952年（昭和27年）11月10日撮影の当駅周辺航空写真
小野田セメント専用線

## 利用状況
『富山県統計年鑑』によると、当駅における各年度の一日平均乗車人員は以下の通りであった。
| 年度               | 一日平均 乗車人員 |
| ------------------ | ----------------- |
| 2005年（平成17年） | 52                |
| 2004年（平成16年） | 53                |
| 2003年（平成15年） | 45                |
| 2002年（平成14年） | 46                |
| 2001年（平成13年） | 59                |
| 2000年（平成12年） | 79                |
| 1999年（平成11年） | 89                |
| 1998年（平成10年） | 93                |
| 1997年（平成9年）  | 97                |

## 駅周辺
- 富山市消防局富山北消防署
- 富山中央警察署富山北幹部交番
- 富山市立萩浦小学校
- レゾナック・セラミックス富山工場 - レゾナックの子会社。日満アルミニウムの工場として建設される。昭和電工による買収の後、昭和タイタニウム、昭和電工セラミックスを経て現商号。
- 新日本海重工業富山工場
- 富山第一銀行北の森支店
- 北の森ショッピングセンター
- 富山北郵便局
- 富山市萩浦地区センター
- 富山県岩瀬スポーツ公園
- 富山市立岩瀬中学校
- 富山県立富山北部高等学校
- 国道415号
- 富山県道1号富山魚津線
- 富山県道30号富山港線
- 萩浦橋
- 神通川
- 富岩運河

## 隣の駅
富山地方鉄道
■富山港線
蓮町（馬場記念公園前）駅 (C35) - 萩浦小学校前駅 (C36) - 東岩瀬駅 (C37)

### かつて存在した路線
日本国有鉄道（国鉄）
富山港線（貨物支線）
大広田駅 - 富山港駅